# لوئیس باراگان
لوئیس رامیرو باراگان مورفین (به انگلیسی: Luis Ramiro Barragán Morfín) زاده ۹ مارس ۱۹۰۲، معمار برجسته مکزیکی و برنده جایزه پریتزکر ۱۹۸۰ است. او در ۱۹۸۸ درگذشت.

## زندگی
لویس باراگان یکی از معماران مکزیکی مطرح در قرن بیستم است. شهرت او از جهت بهره‌گیری مناسب از روشنایی و رنگ در سبک‌های بین‌المللی در خلق طراحی نوین مکزیکی است. در سال ۱۹۷۵ جهت مشارکت آثار او در استادیوم شهر مکزیک برای موزه هنر مدرن در نیویورک دعوت به عمل آمد. از آن پس توجه باراگان برای مشارکت خارج از آثار هنری مکزیک کم رنگ شد به طوریکه معمولاً دعوت‌ها از او بدون پاسخ می‌ماند. زیبایی و اصیل بودن ساختمان و اثرهای باراگان مانند اثر Tlálpan Convent و Torri Satélite در مکزیک او را به افسانه‌ای در میان پیروانش تبدیل نمود. چند سال بعد از ۱۹۷۳ او برنده جایزه معماری پریتزکر که به نوعی جایزه نوبل معماری می‌باشد نائل گردید. باراگان در حال حاضر به عنوان یکی از معروف‌ترین و مهم‌ترین معماران قرن بیستم است. طرح‌های او بازنگری شده و به نوعی طراحی شهری را تحت تأثیر قرار داده‌است. به عنوان یکی از برندگان موفق جایزه نوبل پس از طراحانی چون Tadao Ando و Frank Gehry از موفق‌ترین افراد در خلق نوعی معماری مدرنیته از ترکیب رنگ و تحرک در معماری اصیل مکزیک شده‌است. باراگان در شهر Guadalajara مکزیک در سال ۱۹۰۲ متولد شد. به عنوان یک دانشجوی رشته مهندسی او جذب شگفتی‌های معماری گردید و هنگامی که در خانواده ثروتمندی که محافظه کار جهت سفر به اروپا فرستاده بوده‌اند ایده‌های معماری نوین مکزیک در او شکل گرفت. در طول سفر او در ساختمان Exposition des Arts پاریس که توسط Art Déco خلق شده بود باراگان تحت تأثیر اثر ایشان قرار گرفت. اما خانه اولی که او طراحی نموده بود به‌طور اساسی پیرو سبک سنتی بود. اما در سفر بعدی در اوایل ۱۹۳۰ موقعی که او با افراد چون Jose Clemente در نیویورک آشنا شد. آثار او توسعه یافت؛ و به سوی طراحی نوین پیش رفت. باراگان سبک بین‌المللی را به سبک هیجان انگیز و متحرک و احساسی مکزیکی با افزودن رنگ‌های روشن و جلوه‌هایی از طبیعت تبدیل کرد.
تحصیلات او در زمینه مهندسی بود اما او معماری خود آموز بود که در ۱۸ سالگی، سفرهای زیادی به فرانسه و اسپانیا کرد و بعداً در ۱۹۳۱ برای مدتی در پاریس زندگی کردو در این دوره تحت تأثیر سخنرانی‌های لوکوربوزیه و نوشته‌های معمار منظر فرانسوی، فردیناند باخ( Ferdinand Bac ) قرار گرفت. Ferdinand Bac یک نویسنده و روشنفکر بود که باغها را مکان‌هایی جادویی می‌دانست و اعتقاد داشت باغ‌ها جاهایی برای آرامش دادن و مسحور کردن بشر هستند. این ایده تأثیر زیادی بر کارهای آینده لویس باراگان گذاشت. بخصوص اینکه نوشته‌های Ferdinand Bac بیشتر در مورد اقلیم مدیترانه‌ای ( اقلیمی مشابه اقلیم زادگاه باراگان)بوذ.
اولین تجربه‌های معماری او در گوادالا جارا شهر زادگاهش در بین سالهای ۱۹۲۷ تا ۱۹۳۶ اتفاق افتاد. سفرهای او علاقه ای در او به وجود آورد. علاقه به معماری شمال آفریقا و مناطق مدیترانه ای که با معماری مکزیک در ارتباط بود. در بازگشت به وطنش معماری احساسی خود را شروع کرد. او در اواخر دهه ۳۰ به مکزیکو رفت ودر ان سالها خانه‌هایی به سبک بین‌المللی طراحی کردو با این خانه‌ها در مکزیکو مشهور شد. اما در دهه۴۰بود که او به سبک شخصی خودش رسید. از ۱۹۴۳تا ۱۹۵۰ او مشغول طراحی و ساخت باغ Pedregal شد.
در همین سالها او با Chucho Reyes که یک هنر مند خلاق و باستان‌شناس  و یک طرفدار دو آتشه فرهنگ و تمدن مکزیک بود،آشنا شد. او باعث شد گرایش فرانسوی باراگان در معماری به گرایش‌های مکزیکی تبدیل شود و باراگان را به یک معمار ملی بدل کند.
کارهای او نمونه‌های مینیمالیسم در معماری هستند و بافت و رنگی فوق‌العاده دارند.
سطوح خالص، دیوارهایی ساخته شده از خشت، الوار و گچ یا حتی آب، المان‌های ترکیبی او هستند که همه آنها در ارتباط با طبیعت قرار دارند.
باراگان خود را یک معمار منظر می‌نامد و در کتاب معماری معاصر می‌نویسد: «من معتقدم برای خلق یک حس زیبا و تمایل به هنرهای زیبا و بقیه ارزشهای معنوی معماران به همان اندازه که ساختمان‌ها را طراحی می‌کنند و می‌سازند باید باغ‌ها را طراحی کنند و بسازند.» او همچنین می‌گوید: «هر اثر یک معمار که سکوت و آرامش را بیان نکند برای او یک اشتباه است.» باراگان یک مرد مذهبی است و کارهایش را می‌توان این گونه توصیف کرد استعاره معنی و آرامش.
نماز خانه او برای Capuchinas Sacramentariasگواهی است بر این مدعی که همه ویژگی‌های بالا را دارد.
به خاطر علاقه باراگان به اسب او تعداد زیادی اصطبل و آبشخور و آبراهه… در کارهایش طراحی کرده‌است که بسیاری از ویژگی کارهای او را آشکار می‌کند.
باراگان در سخنرانی جایزه پریتکر می‌گوید:
<<این غیرممکن است که هنر و جلال یک تاریخ را دریابیم بدون پی بردن به معنویت مذهبی و ریشه‌های اساطیری یک اثر این‌ها هستند که مارا به جوابهایی برای خلق یک پدیده هنری می‌رساند.
اگر یکی از این دو نبود دیگر اهرام ثلاثه و معماری باستانی مکزیک و معبد یونانی و کلیساهای گوتیک وجود نداشتند.
او همچنین می‌گوید: به نظر می‌رسد چیزی که امروز در معماری اتفاق می‌افتد یا منتشر می‌شود از کلماتی مانند، زیبایی، الهام، جادو، طلسم و دلربایی و همچنین از مفهوم آرامش و سکوت، جذابیت و صمیمیت به دور است. من این را یک اعلام خطر می‌دانم.
من از اینکه ممکن است در بعضی آثارم نتوانسته باشم حق مفاهیمی که در بالا از آنها یاد کردم بجا آورم معذرت می‌خواهم. آنها همیشه نورهای هدایت‌گر من بوده‌اند.>> و در پایان سخنرانی خود در مورد هنر دیدن می‌گوید:
<<چیزی که برای معمار ضروریست این است که بداند چگونه ببیند. منظورم دیدی است که به چهار میخ تحلیل‌های منطقی کشیده نشده باشد دیدی آزاد و تازه.>>

## رنگ‌ها
اخیراً زمانی که بر روی انتخاب رنگ‌ها برای یک خانه ویلایی کار می‌کردم به یاد نظر لویس باراگان افتادم: به آن تصویر نگاه کن آزار دهنده است و نمی‌توانم معماری مکزیکی را ، در آن ببینم.
بیشتر شاهکارهای معماری در مکزیک ساخته شده‌است در حالی که از جهت رنگ و مواد نمای مکزیکی به آن اضافه می‌شود. تصویر فوق نشان دهنده برج‌های شهر ماهواره ای در سال ۱۹۵۷ در شهر است
تصویر زیر نشان دهنده استخر خانه گیلاردی سال ۱۹۷۶ و ورودی خانه رادواردو برتولوپز در شهر مکزیک سال ۱۹۴۵ می‌باشد.
جهت مطالعه بیشتر کتاب عکاسی از معماری لویس باراگان نوشته Armando Salas پرتغال در سال۱۹۹۲ نیویورک توصیه می‌گردد.
مادامی که باراگان از رنگ آمیزی ساده استفاده می‌کرد،  بایستی به کاربرد و ترکیب رنگ‌دانه نیز توجه شود. سفارت هلند در اتیوپی توسط معماری هلندی و یک وان کامیون نشان دهنده زیبایی ترکیب مناسب رنگ قرمز سوخته می‌باشد که انطباق خوبی از محیط دارد.

## لویس باراگان
در سال ۱۹۰۲ میلادی و در گوداجارای مکزیک به دنیا آمد. پس از پایان تحصیلات در رشته مهندسی در سال ۱۹۲۴ او مسافرت‌های زیادی به سرتاسر اروپا داشت. ایده‌های طرح‌های آینده او توسط معماری جنوب اسپانیا و معماری داخلی مدیترانه ای با افرادی چون فردناله وباک و تئوری‌های فدریک کیملر و نوشته‌ها و تئوری‌های لوکوربوزیه شکل گرفت.
باراگان طرح‌ها ی اولیه اش را به سبک بین‌الملل طراحی نمود. هرچند در سال ۱۹۴۵ ایده‌های او در سال ۱۹۴۵ با توجه به مسافرت‌های او به سرتاسر اروپا و بهره‌گیری از حس منطقه ای مکزیک باعث ایجاد و سبک در طراحی شده‌است. همچنین باراگان با بهره‌گیری از هارمونی طبیعت و ترکیب طبیعی توانست طرح‌های به یاد ماندنی ارائه نماید. باراگون تلاش‌های زیادی جهت خلق صفا و آرامش دوران کودکی خود در معماری منظره ای طراحی نموده‌است. بر خلاف همکاران معاصر خود او سعی در ایجاد تئوریهای نقاشی و منظره ای که معماری طبق سبک فردریک باک که توجه به باغ و طبیعت محیطی را دارد داشته‌است.
دیوارهای ضخیم و دروازه‌های کوچک و رنگ‌های روشن و استفاده از مواد طبیعی باعث ایجاد ترکیب طبیعت او شده‌است. متعاقباً کارهای او به کارهای شاد از نور روشن و آب باعث موفقیت بیشتر او شده‌است. باراگان در سال ۱۹۸۸ در حالی که آقای پاسکیول در پروژهٔ بوداج اسپانیا از رنگ‌دانه قهوه ای با طراوت استفاده نموده‌است.
او زمانی می‌گفت روشنایی و آب از ترکیب‌های مورد علاقه او می‌باشد و در ترکیب آنها در ساخته‌هایش تبحر پیدا کرد. (آثار او مانند Folke Egerstrom در سال ۱۹۶۶ نمونه این گفته‌است) باراگان عاشق سوار و رفتن اسب‌ها بود (اثر او به نام خانه Francisco Gilardi در سال ۷۷–۱۹۷۵ راجع به این قضیه است).
باراگان به‌طور قابل ملاحظه ای تحت تأثیر نوشته‌های Ferdinand Bac قرار می‌گرفت بیشتر آثار او در طول سال ۱۹۴۰ شامل طراحی باغ از قبیل Roberto Burle که در معماری برزیل شکل گرفت او نگرش کار با واژه‌های سر زمینه جهت افزایش شاخ و برگ‌های معماری مکزیکی را خلق نمود.
در سال ۱۹۴۵ با توجه به اعتماد کافی باراگان به طراحی یک زمین در حومه مکزیک خریداری و شروع به ساخت بر اساس طراحی ایدئال خود جهت خانواده شد. با توجه به این که این واقعه مهم طراحی او باعث توفیق او از نظر تجاری شد .لیکن به علت شکل بر سر زمین باراگان به مدت زیادی درگیر رفع این مشکل بود.
در سال ۱۹۵۲ باراگان به محل تولد خود برگشت و ضمن بررسی جهت ساخت خانه برای یک دوست به نام دکتر Dr. Arriola دو سال بعد برای او ساخت. بعدها برگزیده کار او به عنوان بازار حاشیه ای گزارش شد. شاهکار دیگر او در سال ۱۹۵۷ بوده که به نام Torri Satélite محموله ای از برج‌های رنگی و روشن که در شهر مکزیک می‌باشد. این پژوهنده برای هر بیننده ای نشان دهنده یک اثر تاریخی می‌باشد که به نوعی آرامی و آرامش را در بین شهر ترافیک به آنان الهام می‌دهد.
ایده‌های طراحی باراگان بیشتر در خانه‌ها و استادیوم‌ها‌ی در محل Francisco Ramirez در شهر مکزیک می‌باشد که او اغلب وقت‌ها زمان خود را در آنجا سپری می‌کرد. برنامه کاری او از ساعت هفت صبح با همکارانش شروع و تا ساعت چهار بعد از ظهر طول می‌کشید و سپس از آن نیز در منزل در میان کتاب‌های معماری سپری می‌شد. باراگان در پروژه‌ها و کارهای خود گاهی هفته‌ها یا ماه‌ها قبل از اقدام به اجرا به‌طور کامل در طرح تعمق می‌نمود. در اینجا بایستی از نمایشگاه MoMA و Pritzker Prize به یاد نمود که در سال‌های پایانی عمر باراگان ۱۹۸۸ در شهر مکزیک باعث شد.

## زندگی‌نامه
-  ۱۹۰۲ تولد در Guadalajara .(باراگان در خانواده اش در شهر Jalisco پرورش یافت)
-  ۱۹۱۹ در رشته مهندسی تحصیل نمود و سپس به رشته معماری رو آورد.
-  ۱۹۲۴ مسافرت‌های دور اروپا انجام داد و قبل از آن از نمایشگاه پاریس Décoratifs بازدید نمود.
-  ۱۹۲۶ همکاری با معمار Juan Jose در محل زندگی اش و بر روی خانه‌های خانوادگی.
-  ۱۹۳۱ چندین ماه در نیویورک سپری نمود و در آنجا با هنرمندانی چون José Clemente Orozco و سپس به پاریس برگشت و در آنجا با Le Corbusier و Ferdinand Bac آشنا نمود.
-  ۱۹۳۵ به شهر مکزیک برگشت پس از چهار سال کار و تلاش.
-  ۱۹۴۰ پس از سپری شدن ۵ سال باراگان نقشه‌کشی و طراحی ۷ باغ که یکی مربوط به خانه شخصی خود را انجام داد.
-  ۱۹۴۵ گسترش و توسعه کاری در خارج از مکزیک (به‌طور معمار پیشرفت داشت و لیکن از نظر تجاری و مالی موفق نبود)
-  ۱۹۵۲ برگشتن بهGuadalajara برای ساخت منزلی برای دوستش بود.
-  ۱۹۵۴ شروع ۴ سال فعالیت بر روی پروژه Tlálpan Convent شاهکاری از سنگ‌ها و روشنایی‌ها.
-  ۱۹۵۷ طراحی مجموعه ای از برج‌ها در شهر مکزیک.
-  ۱۹۶۶ شروع پروژه Folke Egerstrom و اسطبل اسب‌ها
-  ۱۹۷۵ پس از دوره بیکاری کتابی نوشته و زندگی و معروفیت بین‌المللی باراگان را باعث شد.
-  ۱۹۷۷ نمایشگاه آثار باراگان به نام MoMA در نیویورک
-  ۱۹۸۰ برنده جایزه معتبر معماری Pritzker Prize
-  ۱۹۸۸ فوت باراگان در مکزیک و تدفین وی در Guadalajara.

## برج‌های ماهواره ای
نشان اختصاصی معماری مکزیک سمبلی از توسعه شهری بعد از سبک مربوط به تصویر برج‌های ماهواره ای می‌باشد که یکی از وقایع و کارهای تأثیر گذار قرن ۲۰ و در سطح بین‌المللی به حساب می‌آید. Torres de Satélite واقع شده‌است در میان یکی از خیابان‌های شلوغ از پایتخت شهر مکزیک که می‌توان به عنوان اولین سبک شهر سازی آمریکایی در مکزیک به حساب آورد. در این محل که با سر و صدای ترافیک و شلوغی از جهت باشگاه‌های بیلیارد زیاد مواجه گردیده‌است این برج‌ها به مشابه یک جزیره ساکت و آرام یا به نوعی مانند یک هنر فضایی مناسب که احساس را به میان آشوب و شلوغی دنیای مدرن آورده عمل نموده و به‌طور دقیق تر طبق نظر مؤلف اشاره به دو شخصیت مطرح و مؤثر در معماری مکزیک در قرن ۲۰ می‌باشد. (لویس باراگان و ماتیاز گوریتز)
در ابتدا تصور می‌شد که این برج‌ها نشانه ای از تأکید قطعی بر آینده مکزیک به عنوان تلاش‌هایی که در طول جنگ جهانی دوم به ثمر رسیده که به نوعی اشاره به موفقیت مکزیک پس از آن زمان داشته‌است و به نوعی به عنوان معجزه مکزیک به‌شمار می‌آید.
گورتیز و باراگان در ابتدا هشت منشور عمودی جهت برج‌ها در نظر گرفته بودند که بعداً به علت مسائل ادراکی و اقتصادی به ۵ منشور کاهش یافت که این ۵ منشور بیان کننده دستهای زیاد به یک لحظه جهت آرامش در میان آشوب و شلوغی ترافیک یک دست در حال نیایش و یک چشم دوخته به آسمان به سوی بزرگی و عظمت…
از فاصله در برج‌ها شبیه بنای بزرگ به نظر می‌رسند از میان آنها ما می‌توانیم نتیجه بگیریم که آن یک محلی از معماری احساسی از دیدگاه ماتیاز گورتیز در اصل رنگ‌هایی که جهت و طرف آسان و نشان از روشنایی می‌دهند؛ و در اصل آنها برج‌های هستند از منشورها که می‌توان از آنها نشانه‌هایی به وجود آورد که چکیده‌ای از ترکیب اولین یعنی کوچکترین کار در زمینه و مقایس شهری در جهان است.

## سان کریستوبال
توصیف لوئیس باراگان با لفظ مدرنیست مکزیکی به اندازه کافی دقیق می‌باشد اما یک کیفیت مهم از کار وی خصوصاً کارهای متاخر او را در برندارد. او عاشق معماری محلی سرزمین مادری خود بود. معماری با دیواره‌های حجیم، پنجره‌های کوچک و باغ‌های پیچیده اما عمیقاً تحت تأثیر لوکوربوزیه نیز قرار داشت که کارهایش را در سفری به فرانسه در سال ۱۹۳۲ مورد مطالعه قرار داده بود. این دو گرایش وی به ترتیب در خانه و باغ‌های شخصی که در گوادلاجاراGuadalajaraدر دهه ۱۹۲۰ مشهود است. این دو گرایش در کارهای او پس از جنگ جهانی دوم در یک سبک شخصی جمع شده‌است که منتقدین از آن با عباراتی از قبیل «احساسی)),((سورئال» (غیرطبیعی و رؤیایی) و «افسانه آمیز» یاد می‌کنند خانه سان کریستوبال و مزرعه خانواده فوک ایگرستروم (Folke Egerstrom) در حومه شهر مکزیکوسیتی نمونه مناسبی از این سبک است. حتی ترکیب بندی سایت نیز دارای مفاهیم ضمنی سورئال است. منزلگاهی از انسان‌ها در کنار منزلگاهی از اسب‌ها قرار داده شده‌است. پلان‌ها پژواکی در در یکدیگر ایجاد می‌کنند چنان‌که گویا تفاوتی اساسی میان این دو نوع جاندار وجود ندارد. خانه انسان‌ها ترکیبی از فرم‌های مکعبی اندودکاری شده‌است که با پنجره‌های مربعی شکل سوراخ شده و توسط هال ورودی به دو بلوک عمده تقسیم شده‌است. پلان در داخل ساختمان چندان چشمگیر نیست و توجه اصلی بر ارتباط میان فضاهای نشیمن دارای دید به محدوده اسب سواری در شمال سایت از طریق پنجره ای بزرگ و مرتفع می‌باشد. اما با یک در منفرد کوچک نیز به پاسیویی مربع شکل که در سه سمت خود با دیوارهای مرتفع پوشیده شده‌است ارتباط دارد. فضای خارجی میان خانه و جاده با دیوار ساده ممتدی تقسیم‌بندی شده و تبدیل به باغ در یک سمت و محوطه خدماتی در سمت دیگر گردیده‌است. یکی ایوان بیرونی مسطح در سمت رو به باغ دیوار محدوده ای سایه دار برای شنا کنندگان در استخر در انتهای جنوبی آن وجود آورده‌است.
در قسمت شمالی سایت که وسیع تر است تقسیم‌بندی دیوار-ایوان استخر در مقیاسی بزرگ‌تر برای اسب‌ها نیز تکرار شده‌است ولی دیوار جدا کننده این بار ردیفی از اصطبل‌های پشت به پشت می‌باشد. ایوان بیرونی دارای سقفی شیب دار است و استخر به صورت نمادین توسط فواره ای که به صورت منحنی از داخل حفره ای در دیواری ضخیم و قرمز رنگ بیرون می‌آید تعریف شده‌است. درجه معماری طرح به‌طور محسوسی افزایش یافته و طرح شبیه صحنه ای برای یک تئاتر شده‌است. قسمت متناظر خانه در مدل انسانی (جنوب سایت) در ترکیب بندی با یک انبار علوفه اشغال شده‌است، دیوار حجیم بلند آن با رنگ صورتی تند، هر چیزی به جز عنصری کشاورزی است. این فضا پشت صحنه ای برای مشاهده اسب‌های اصیل زیبایی است که به ریل چوبی با اندازه غیر معمول بسته شده‌اند و در محدوده اسب سواری به صورتی غیر هم محور قرار داده شده‌اند. دیواری صورتی رنگ، کم ارتفاع تر و با طولی بیشتر از دیوار قبلی، در طول جداره غربی محدوده اسب سواری امتداد یافته و تا خانه و حداقل در کانسپت از میان خانه عبور کرده‌است. دو بازشو در این دیوار، در مقابل آبگیر اسب‌ها به یک محدوده کوچک تمرین ختم می‌شوند. باراگان عاشق اسب‌ها بود و اسب‌ها به گونه ای افسانه ای نشان دهنده جنبه‌هایی از زندگی انسان‌ها برای او بودند. چنین ایده پردازی صریح و بی پرده ای در معماری نادر است. خانه انسان‌ها به رنگ کرم خنثی و منفعل رنگ شده‌است؛ و رنگ‌های قرمز تند و صورتی و ارغوانی برای محدوده حضور اسب‌ها در نظر گرفته شده‌اند. شاید راهی دیگر برای تفسیر پروژهٔ سان کریستو بال وجود داشته باشد و آن اینکه این اقامتگاه مخصوص دو جاندار (اسب و سوار) برای زندگی در کنار یکدیگر طراحی شده‌است.
جاذبه‌های شهر مکزیک
همسایگی (مجاورت):ماهواره سیودار

## کتاب ها
- Architecture of Color:The Legacy of Barragán, 2016 Luis Barragán and Oscar Humphries, Timothy Taylor Gallery
- Armando Salas Portugal Photographs of the Architecture of Luis Barragán, 1992 Luis Barragán, Ernest H. Brooks II, Armando Salas Portugal, Random House Incorporated.

## نگارخانه

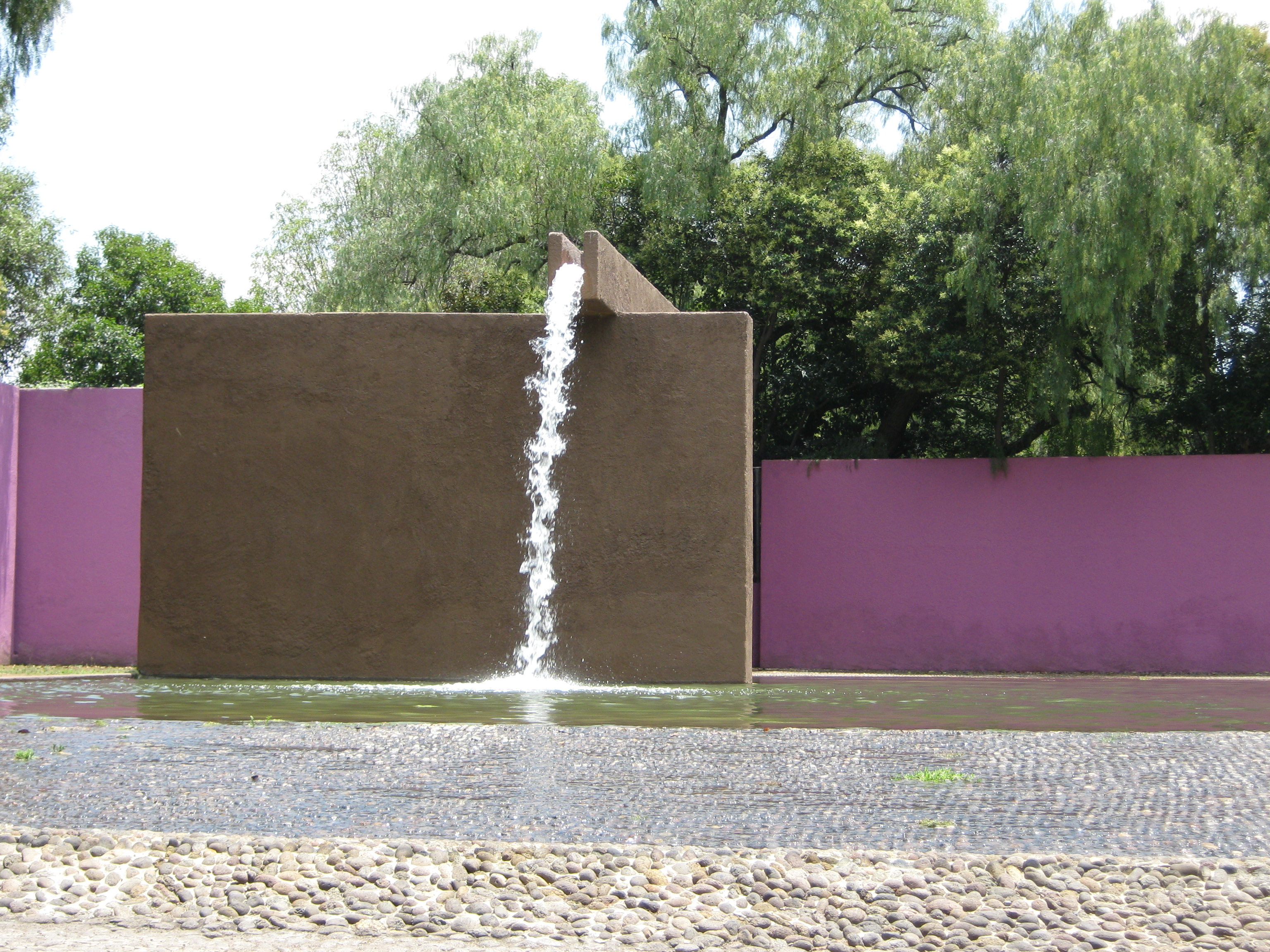
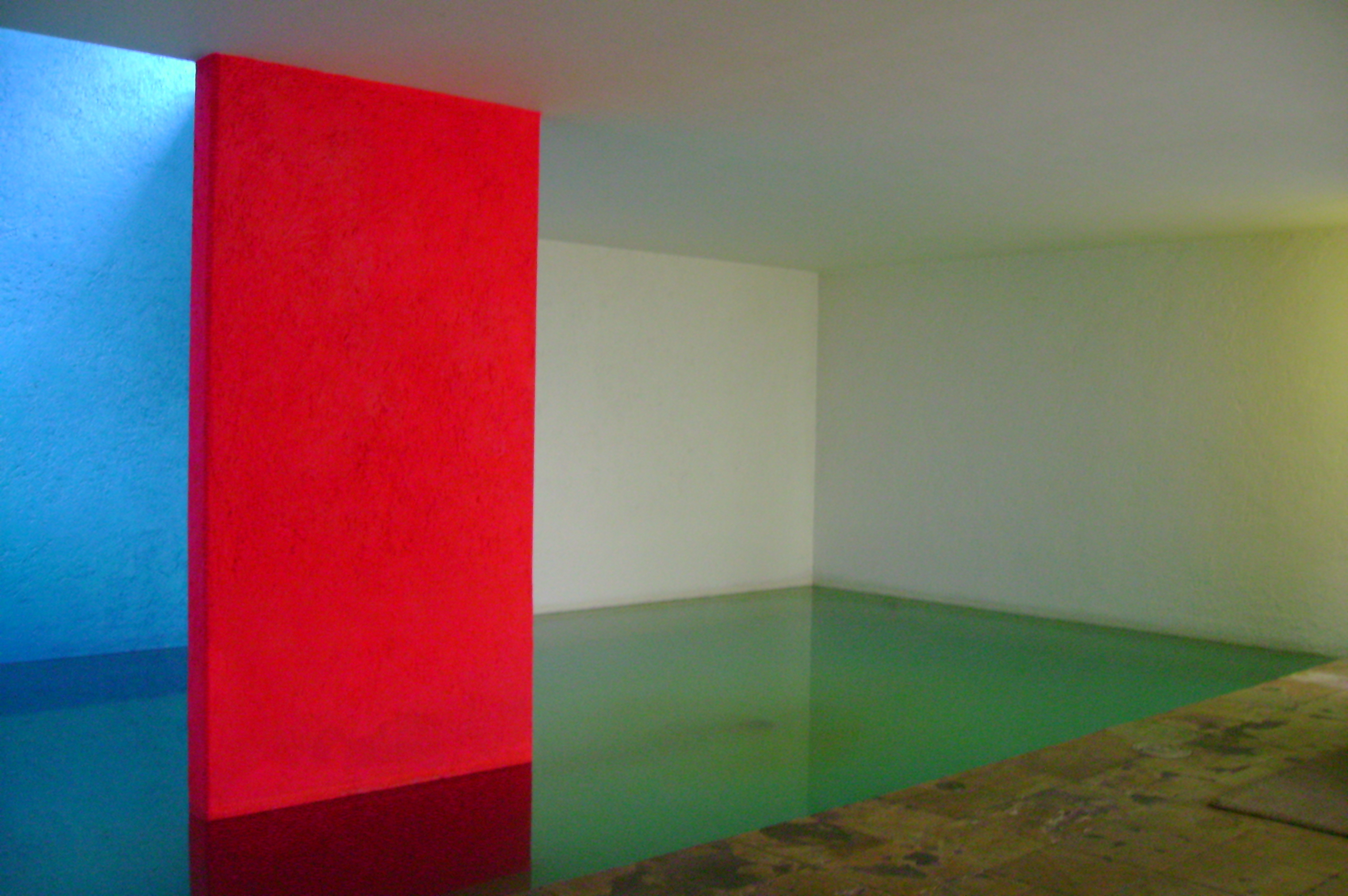
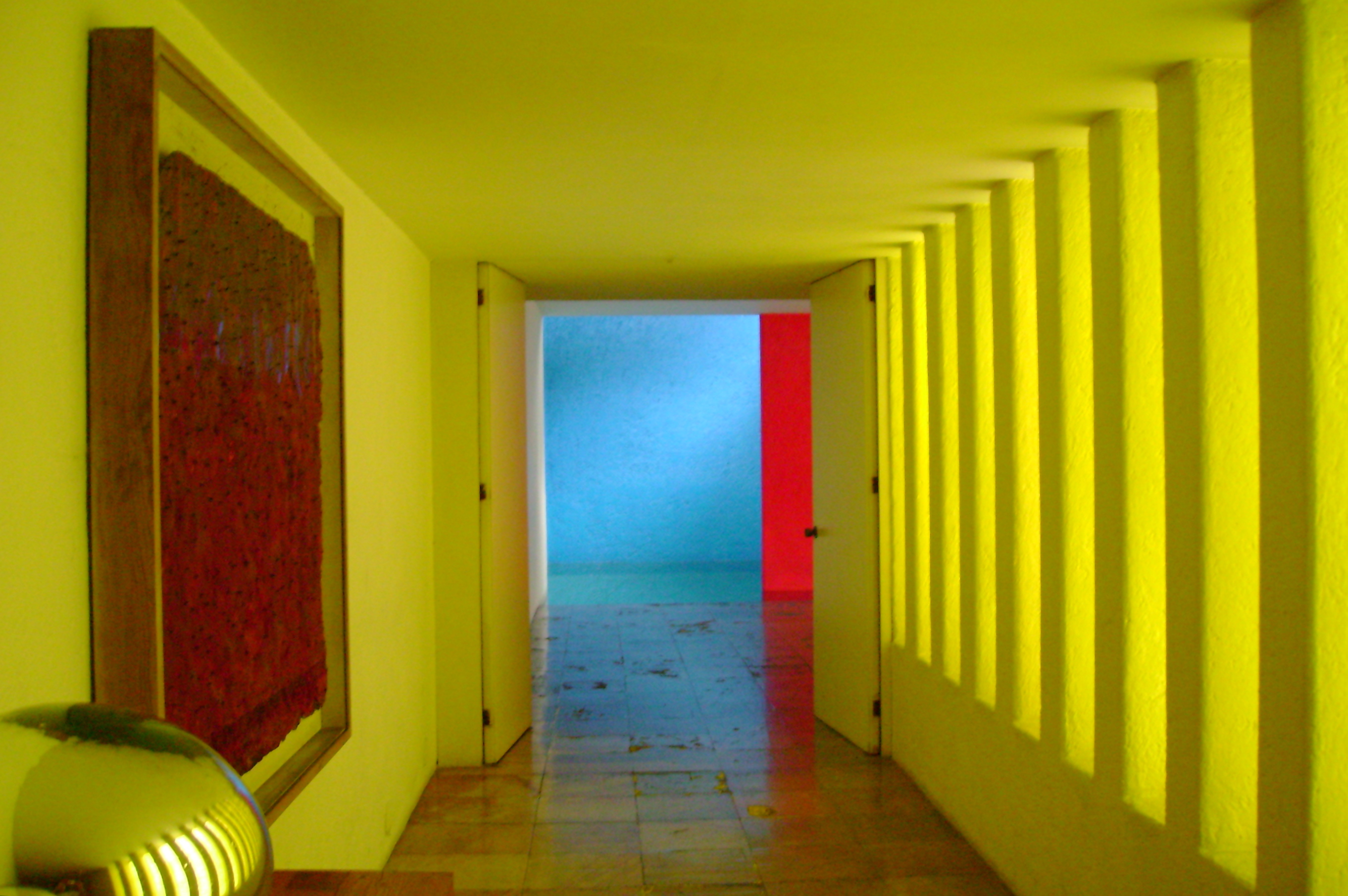
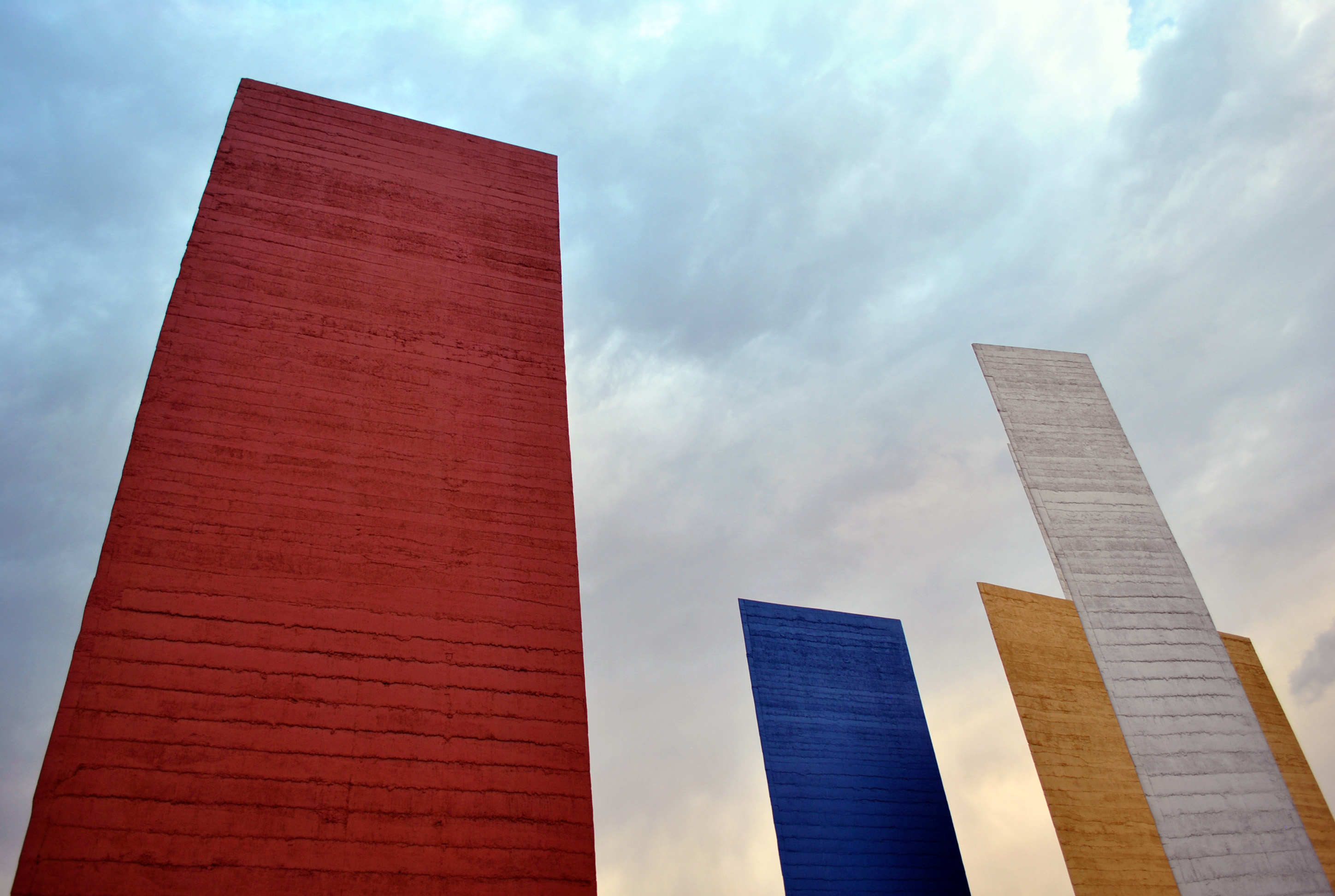